# Churchill (Manitoba)
Churchill (Inuktitut: ᑯᒡᔪᐊᖅ, Kuugjuaq) ist eine an der Südwestküste der Hudson Bay in der kanadischen Provinz Manitoba gelegene Kleinstadt mit 899 Einwohnern (Stand: 2016). Der Ort befindet sich im Grenzbereich zweier Naturzonen: der borealen Nadelwaldregion im Süden und der arktischen Tundralandschaft im Norden. Die Stadt ist vor allem durch die vielen Eisbären bekannt geworden, die im Herbst vom Landesinneren hierher zur Küste wandern und zur Robbenjagd auf ein Zufrieren des Meeres warten, was dem Ort die Bezeichnung „Eisbären-Hauptstadt der Welt“ eintrug.

## Geschichte
Archäologische Funde belegen, dass das Gebiet um Churchill und des nahe gelegenen Wapusk-Nationalparks bereits vor etwa 4.000 Jahren von nomadischen Jägern bewohnt wurde, die der Prä-Dorset-Kultur angehörten. Ihre Nachfahren, die Angehörigen der Dorset-Kultur, besiedelten die Region um 600 v. Chr. Um 500 n. Chr. kamen Dene aus dem Norden hierher, denen um das Jahr 1000 n. Chr. die ersten Vertreter der Thule-Kultur folgten, die unmittelbaren Vorfahren der heutigen Inuit. In der sogenannten „Vorkontaktzeit“ vor der Ankunft der ersten Europäer und auch dem Auftreten von Métis im 17. Jahrhundert lebten in der Churchill-Region Inuit, Chipewyan- und Cree-Indianer als Nomaden und in Camps.

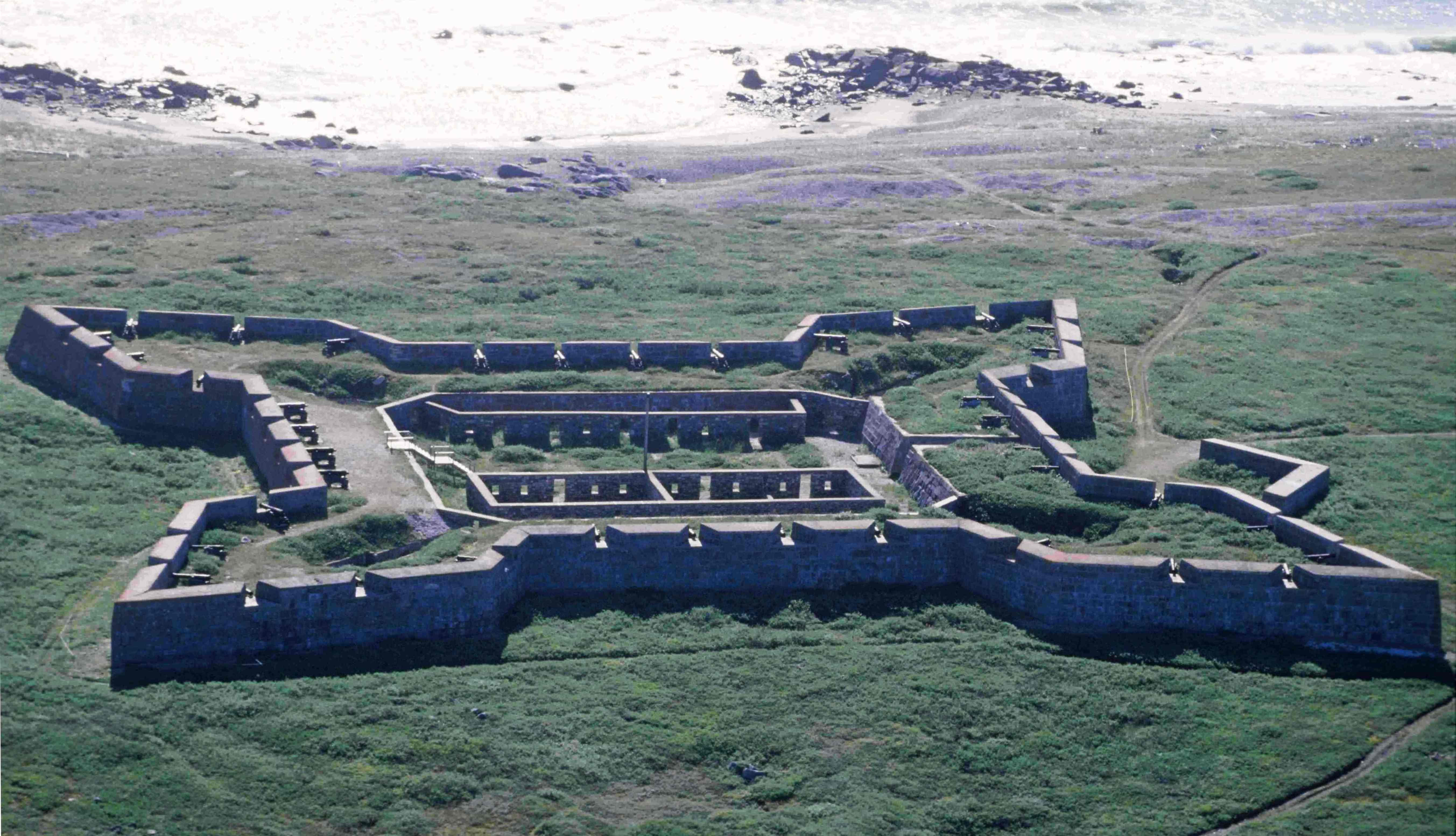
Fort Prince of Wales

Die ersten Europäer kamen im Winter 1619 in die Region. Der dänische Kapitän Jens Munk überwinterte hier auf der Suche nach der Nordwestpassage mit zwei Schiffen und 64 Männern, von denen nur drei überlebten. Die erste permanent bewohnte Siedlung war ein 1717 aus Holz gebautes Fort an der Mündung des Churchill River – als Teil des teuren Fellhandelnetzwerks, das damals von der Hudson’s Bay Company (HBC) eingerichtet wurde. Die Stadt wurde nach John Churchill, 1. Duke of Marlborough benannt, dem Gouverneur der HBC zu Ende des 17. Jahrhunderts (ein Ahne von Sir Winston Churchill). 1741 ersetzte die HBC das hölzerne Fort durch ein größeres Fort aus Stein, das Fort Prince of Wales. 

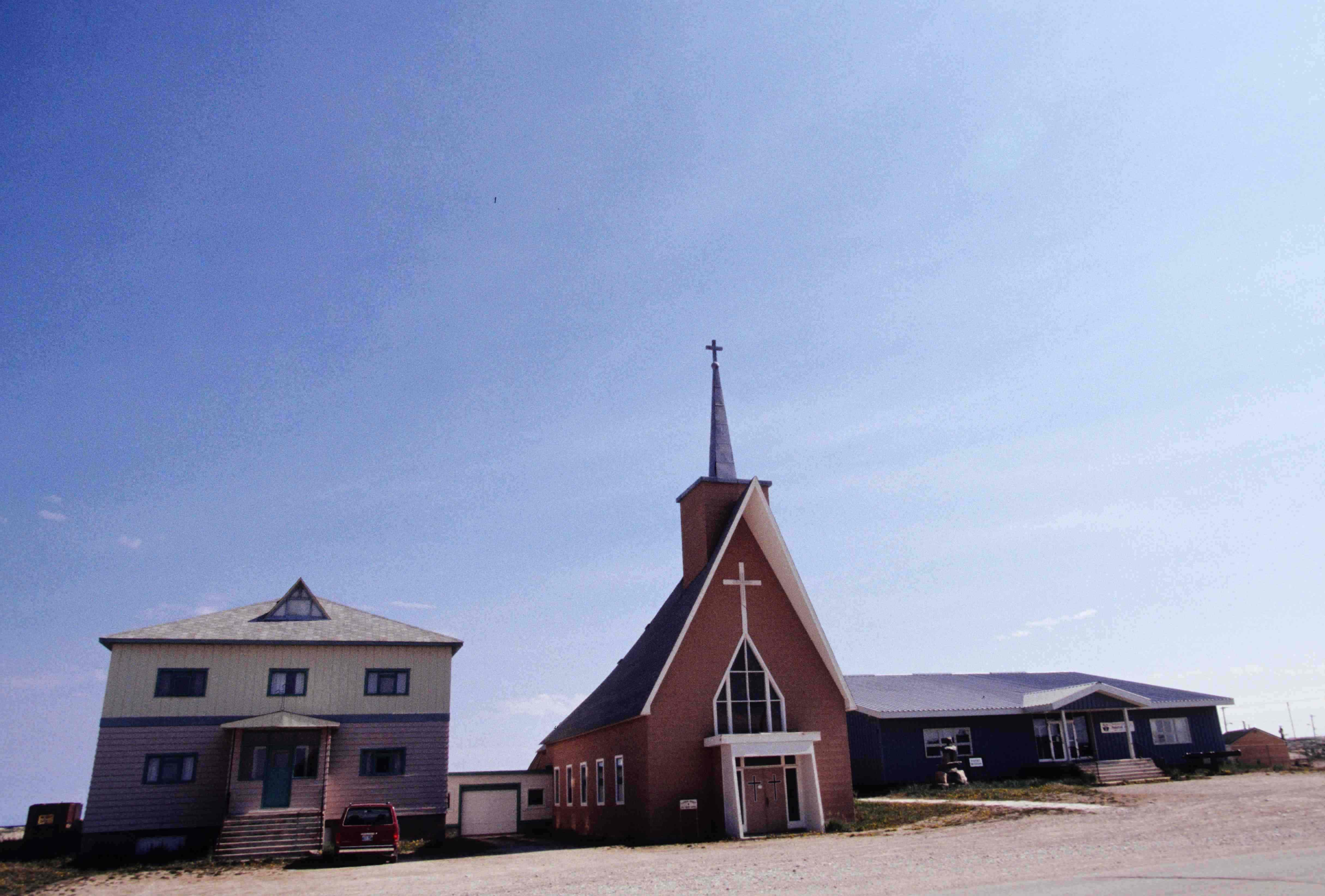
Diözese Churchill-Hudson Bay – Residenz des römisch-katholischen Bischofs, Holy Canadian Martyr’s Church und Eskimo-Museum (von links)

Dieses Fort wurde 1782 von einem französischen Geschwader unter dem Befehl des späteren Entdeckers Jean-François de La Pérouse eingenommen und zerstört, ohne dass ein Schuss fiel. Ein neues Fort wurde ein wenig flussaufwärts gebaut. Handel wurde in dieser Zeit überwiegend mit den Chipewyan getrieben, die nördlich des borealen Nadelwalds, also der Waldgrenze, lebten. Da das Fort relativ fern den Gebieten lag, die zu Landstreitigkeiten zwischen der North-West Company und der HBC Anlass gaben, stellte es einen relativ sicheren, sehr profitablen Fellhandelsposten dar.
Zwischen den Jahren des Niedergangs des Fellhandels und des Aufstiegs der Landwirtschaft (vor allem Getreide in den südlicheren Regionen von Alberta und Manitoba) sah Churchill seine Bedeutung schwinden und wieder zunehmen. Nach Jahrzehnten der Frustration über die Vorherrschaft der Canadian Pacific Railway und falscher Versprechungen der Canadian National Railway taten sich mehrere Provinzen zusammen und kämpften für die Errichtung einer Eisenbahnstrecke nördlich von Winnipeg nach Churchill, der Hudson Bay Railway.
Der Bau und die Inbetriebnahme der Bahnstrecke schritten wegen schwieriger Landschaftsverhältnisse nur sehr langsam voran, so dass Churchill erst 1929 einen Anschluss an das südliche Eisenbahnnetz bekam. Es dauerte dann noch Jahre, bis sich der kommerzielle Handel mit anderen Orten messen lassen konnte. 1932 besuchte der Brite Grant MacEwan als erster regulärer Eisenbahnpassagier Churchill.
Die Gegend wurde ebenfalls als „Churchill Rocket Research Range“ genutzt, Teil eines kanadisch-amerikanischen Forschungsprojekts, das sich mit der Atmosphäre befasste. Die erste Rakete wurde 1956 gezündet; bis zur Schließung der Range 1984 wurden regelmäßig Starts für kommerzielle und Forschungssatelliten durchgeführt. Heute befindet sich auf dem Gebiet des früheren Raketentestgeländes das „Churchill Northern Studies Centre“, eine Einrichtung zur Arktis-Forschung.

## Wirtschaft

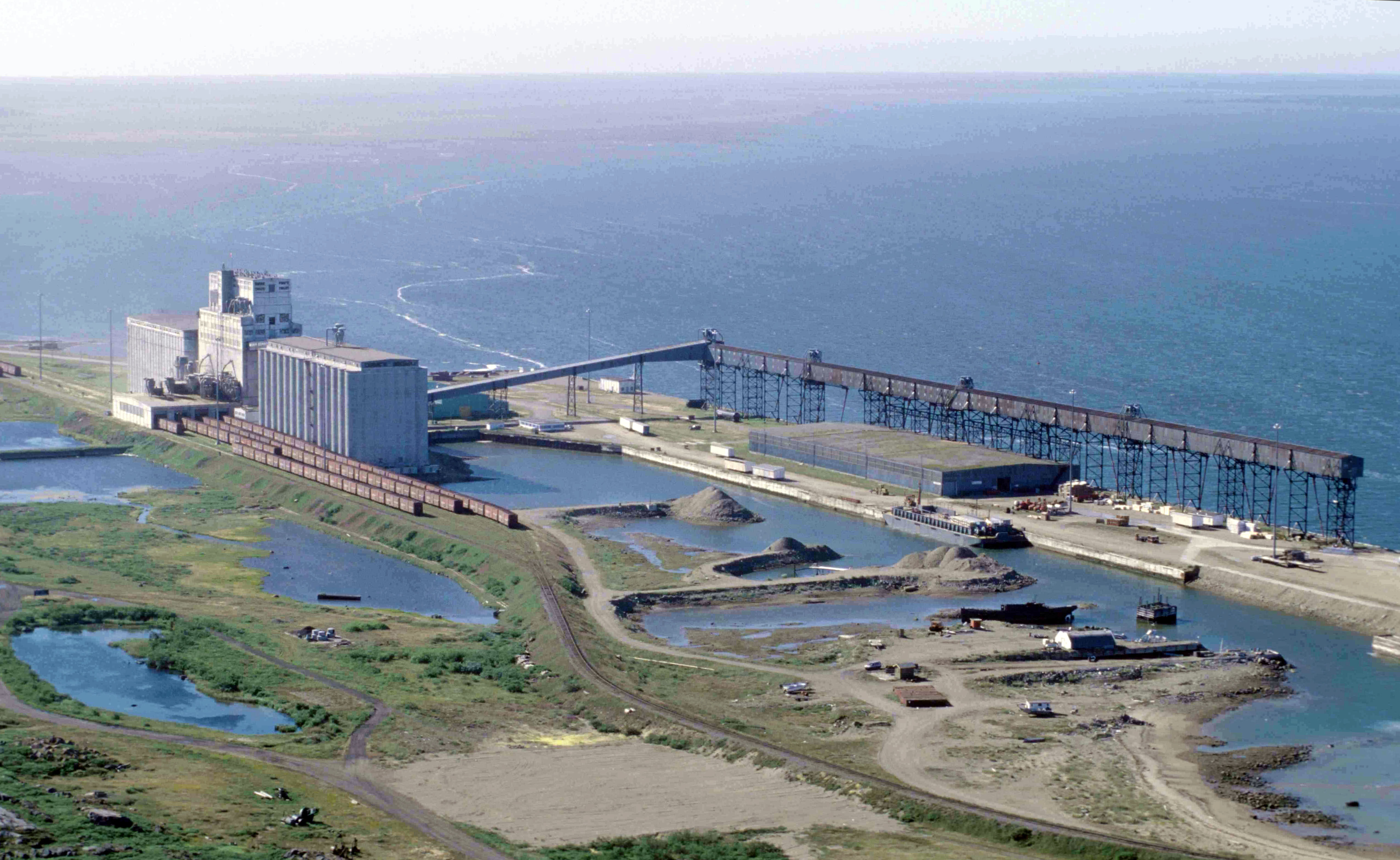
Seehafen und Getreidespeicher von Churchill

Die Nutzbarkeit des einzigen am Arktischen Ozean gelegenen Seehafens Kanadas ist in den Winter- und Frühjahrsmonaten beeinträchtigt, da sich an der von Churchill zum Cape Churchill erstreckenden Nordküste im November große Eismengen bevorzugt aufstauen, da große Mengen Süßwasser von den zahlreichen zwischen Arviat und Churchill mündenden Flüsse in die Hudson Bay transportiert werden und die Strömung in der Hudson Bay im Gegenuhrzeigersinn verläuft. Vom Hafen aus werden Sperrgüter auf Versorgungsschiffen in den arktischen Norden Kanadas verschifft. Der Versand von Getreide nach Übersee, früher eine wichtige Einnahmequelle der Stadt Churchill, ist in den vergangenen Jahren stark zurückgegangen, und vom Sommer 2016 bis zum Sommer 2019 war der Hafen geschlossen. Im Jahr 2018 wurde der Hafen von Churchill, zusammen mit der Hudson Bay Railway, von der Arctic Gateway Group gekauft, einer öffentlich-privaten Partnerschaft, zu der auch ein Konsortium verschiedener First Nations gehört. Im Sommer/Herbst 2019 wurden dann wieder Schiffe mit Getreide beladen.
Unbeeinflusst von klimatischen Veränderungen erweist sich nach wie vor die Tourismusindustrie als robuster Wirtschaftsfaktor für die Gemeinde. Churchill ist seit Jahren ein beliebtes Ziel für Ökotourismus. Touristen können Eisbären gut gesichert aus busähnlichen, als Tundra Buggy bezeichneten Spezialfahrzeugen beobachten, die für Touren in die Tundra entwickelt wurden. Die besten Monate zur Beobachtung von Eisbären sind Oktober und vor allem November. Die Eisbären warten dann in der Umgebung von Churchill bis hin zum Cape Churchill im Wapusk-Nationalpark darauf, dass die Hudson Bay zufriert, damit sie ihre Hauptnahrung, Robben, jagen können. Nahe Churchill kann man im Übrigen auch während der Sommermonate Eisbären beobachten; besondere touristische Anziehungskraft üben dann jedoch Weißwale, vielerlei Vogelarten (darunter die seltene Rosenmöwe) und der Reichtum an Wildpflanzen aus.
Bedeutsam ist auch, dass sich Churchill wegen seiner exzellenten Infrastruktur für arktische Forschungen anbietet; insbesondere die Eisbären-Forschung profitiert von der leichten Erreichbarkeit des Ortes und des nahe gelegenen Wapusk-Nationalparks.

## Verkehr
Churchill und Umgebung sind über den Flughafen Churchill mit dem Luftverkehr erreichbar.

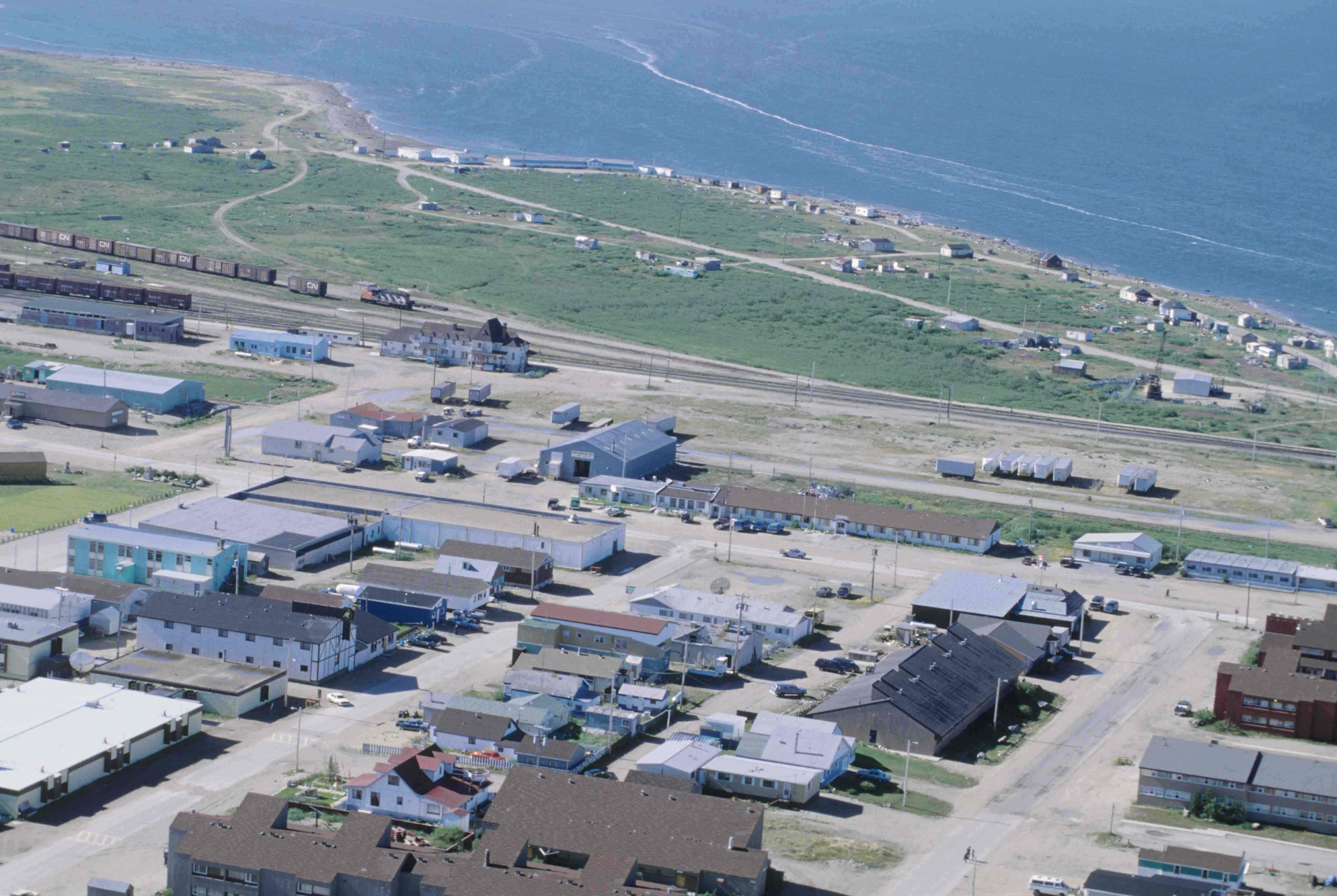
Westteil der Stadt Churchill: Im Zentrum der Bahnhof, am Churchill River „The Flats“ (Inuit-Siedlungshäuser)

Straßen, die Churchill mit anderen Orten Kanadas verbinden, gibt es nicht. Im Winter ist der Ort allenfalls über Eisstraßen erreichbar.
Die Stadt ist auf ihren 1929 vollendeten Eisenbahnanschluss, die Hudson Bay Railway, angewiesen, über den der Getreideexport ebenso wie alle übrigen Schwertransporte erfolgen; auf dem Luftweg sind solche Transporte nur mit Einschränkungen möglich. Ein von VIA Rail Canada betriebener Fernzug verbindet Churchill mit dem etwa 1.700 Kilometer weiter südlich gelegenen Winnipeg und stellt damit auch den Anschluss an das übrige nordamerikanische Eisenbahnnetz her.
Im Sommer 2016 wurden die Eisenbahnschienen südlich von Churchill schwer beschädigt; fortan konnten keine Züge mehr auf der Strecke verkehren. Der kanadische Staat und Omnitrax, ab 1997 Eigentümer der Schienen und des Hafens in Churchill, befanden sich Ende 2017 im Streit, wer die Wiederherstellung der Strecke finanzieren muss. Anfang September 2018 wurde die Bahnstrecke an die Arctic Gateway Group veräußert. Damit verbunden war die Erwartung auf baldige Wiederherstellung der Bahnstrecke. Nach Abschluss der Reparaturen fahren seit November 2018 wieder Güterzüge nach Churchill; VIA Rail nahm den Personenverkehr am 2. Dezember 2018 wieder auf.

## Klima
|                        | Jan   | Feb   | Mär   | Apr   | Mai  | Jun  | Jul  | Aug  | Sep  | Okt  | Nov   | Dez   |   |       |
| Mittl. Temperatur (°C) | −26,7 | −24,6 | −19,5 | −9,7  | −0,7 | 6,6  | 12,0 | 11,7 | 5,6  | −1,7 | −12,6 | −22,8 | ⌀ | −6,8  |
| Mittl. Tagesmax. (°C)  | −22,7 | −20,4 | −14,5 | −5,0  | 3,2  | 11,4 | 17,3 | 16,3 | 8,8  | 1,1  | −8,9  | −18,8 | ⌀ | −2,6  |
| Mittl. Tagesmin. (°C)  | −30,7 | −28,9 | −24,4 | −14,5 | −4,6 | 1,7  | 6,8  | 7,2  | 2,5  | −4,5 | −16,1 | −26,8 | ⌀ | −10,9 |
|                        |       |       |       |       |      |      |      |      |      |      |       |       |   |       |
| Niederschlag (mm)      | 16,9  | 15,7  | 16,1  | 19,0  | 31,9 | 44,3 | 56,0 | 68,3 | 63,4 | 46,9 | 33,1  | 20,0  | Σ | 431,6 |
|                        |       |       |       |       |      |      |      |      |      |      |       |       |   |       |
| Sonnenstunden (h/d)    | 2,6   | 4,2   | 5,9   | 6,8   | 6,3  | 8,0  | 9,0  | 7,4  | 3,7  | 1,8  | 1,8   | 1,6   | ⌀ | 4,9   |
|                        |       |       |       |       |      |      |      |      |      |      |       |       |   |       |
| Regentage (d)          | 11,0  | 10,0  | 9,7   | 8,0   | 9,8  | 11,7 | 12,4 | 14,8 | 15,5 | 16,3 | 15,7  | 12,5  | Σ | 147,4 |
|                        |       |       |       |       |      |      |      |      |      |      |       |       |   |       |
| Luftfeuchtigkeit (%)   | 65,6  | 67,0  | 69,7  | 78,7  | 84,6 | 84,4 | 85,5 | 88,5 | 86,6 | 84,7 | 80,5  | 70,4  | ⌀ | 78,9  |

| −30,7 |

| −28,9 |

| −24,4 |

| −14,5 |

| −4,6 |

| 1,7 |

| 6,8 |

| 7,2 |

| 2,5 |

| −4,5 |

| −16,1 |

| −26,8 |

| −30,7 |

| −28,9 |

| −24,4 |

| −14,5 |

| −4,6 |

| 1,7 |

| 6,8 |

| 7,2 |

| 2,5 |

| −4,5 |

| −16,1 |

| −26,8 |

| N i e d e r s c h l a g | 16,9 | 15,7 | 16,1 | 19,0 | 31,9 | 44,3 | 56,0 | 68,3 | 63,4 | 46,9 | 33,1 | 20,0 |
|                         | Jan  | Feb  | Mär  | Apr  | Mai  | Jun  | Jul  | Aug  | Sep  | Okt  | Nov  | Dez  |

## Söhne und Töchter der Stadt
- Jordin Tootoo (* 1983), kanadischer Eishockeyspieler